# Augustinus Tumaole Bane
Augustinus Tumaole Bane OMI (ur. 14 sierpnia 1947 w Motsistseng) – sotyjski duchowny katolicki, oblat, w latach 2009–2025 biskup Leribe.

## Życiorys

### Młodość i prezbiterat
6 stycznia 1971 roku złożył pierwsze śluby zakonne w zgromadzeniu misjonarzy oblatów Maryi Niepokalanej. Święcenia kapłańskie otrzymał w dniu 23 stycznia 1977. Przez wiele lat pracował jako duszpasterz parafialny, był także dyrektorem zakonnego scholastykatu w Maseru oraz prowincjałem.

### Episkopat
30 czerwca 2009 papież Benedykt XVI mianował go biskupem diecezji Leribe. Sakry biskupiej udzielił mu 19 września 2009 emerytowany ordynariusz diecezji Leribe - biskup Paul Khoarai.
28 lutego 2025 papież Franciszek przyjął jego rezygnację z pełnionego urzędu, złożoną ze względu na wiek.